# Múscul platisma
El múscul platisma o múscul cutani del coll (platysma, del grec πλάτυσμα, literalment làmina plana), està situat a la regió anterolateral del coll, sota la pell i per sobre de l'esternoclidomastoidal. És una làmina muscular ampla, de forma quadrilàtera i molt prima, que s'estén des de la part superior del tòrax a la vora inferior de la mandíbula. Es troba immers en el teixit cel·lular subcutani del coll (fàscia cervical superficial).

## Origen i insercions
Igual que els altres músculs facials i del cuir cabellut, el cutani del coll té el seu origen a partir d'una làmina muscular contínua originada en el mesènquima del segon arc faringi embrionari, que està innervat per branques del nervi facial (NC VII).
S'insereix distalment en el teixit cel·lular subcutani de les regions infraclavicular i acromial, per mitjà d'uns fascicles molt prims i, més o menys, separats uns dels altres.
Aquests fascicles es dirigeixen de seguida cap amunt i cap a dins, travessant obliquament la regió del coll per arribar a la vora inferior de la mandíbula –inserció proximal-, on acaben de la següent manera:
- Els fascicles medials s'entrecreuen en la línia mitjana, per sota de la barbeta, amb els del costat oposat i s'insereixen en la cara profunda de la pell de la regió mentoniana.
- Els fascicles mitjans s'insereixen en el terç intern de la línia obliqua mandibular, entrecreuant-se en aquest punt amb els fascicles del triangular dels llavis.
- Els fascicles laterals es confonen en gran part amb els del depressor de l'angle de la boca, però especialment amb el depressor del llavi inferior, alguns dels quals arriben fins a la pell de la comissura labial.

## Irrigació i innervació
La irrigació sanguínia arriba al múscul cutani del coll per via de petites branques de les artèries submentoniana i escapular superior. Està innervat exclusivament pel nervi facial (NC VII) i rep fibres nervioses de la branca cervicofacial (nervi facial). Les branques nervioses del plexe cervical superficial que travessen el cutani no són més que fibres sensitives destinades principalment als teguments.

## Funció
El múscul cutani del coll està poc desenvolupat, a diferència d'altres mamífers com el cavall on tenen una vasta capa muscular que envolta a manera de mantell el clatell, la major part del coll i gairebé tot el tronc. És un múscul molt atrofiat i el paper fisiològic resulta notablement reduït. La seva acció és diversa:
- Des de la seva inserció superior, aquest múscul tensa la pell i produeix l'aparició de plecs cutanis verticals -més notoris en les persones primes-. Aquesta acció allibera la pressió sobre les venes superficials.
- Des de la seva inserció inferior, el cutani del coll participa en el descens de la mandíbula i en la mobilització de les comissures labials en direcció inferior, acció que es produeix en determinats gestos. És un múscul que en mim s'usa per expressar tensió o estrès.[3]

## Imatges

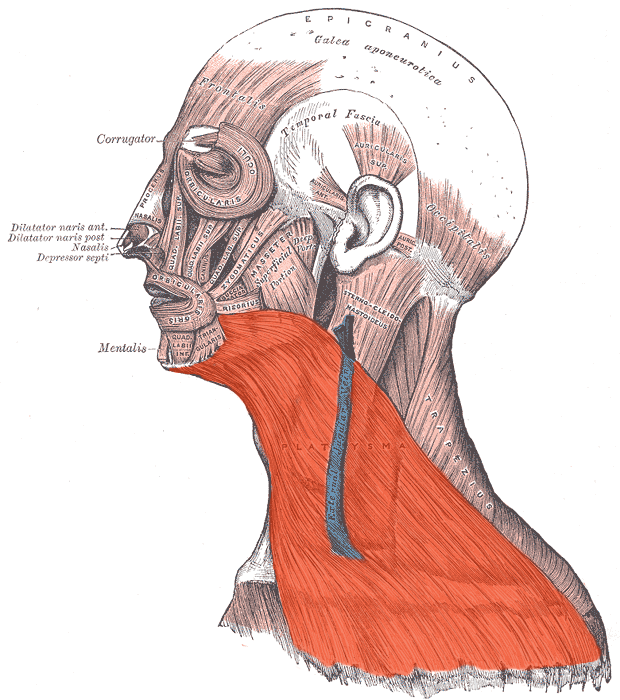
El múscul cutani del coll és visible a la part inferior.
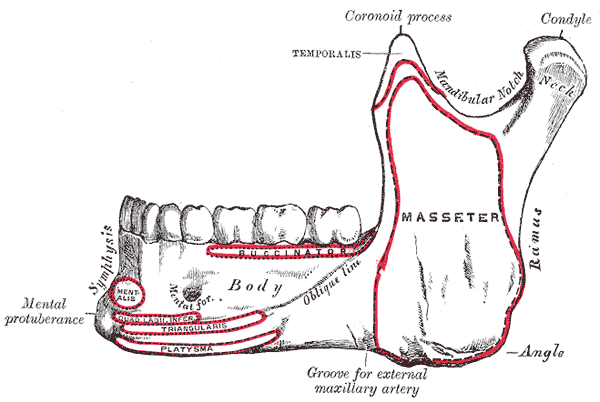
Mandíbula; superfície exterior. Vista lateral.
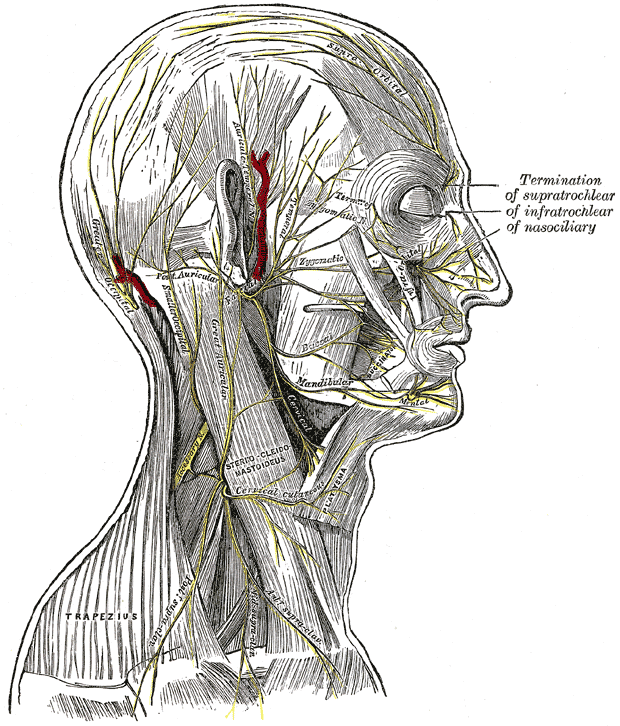
Els nervis del cuir cabellut, la cara i els costats del coll.